# Warcaby dwuliniowe
|   | a | b | c | d | e | f | g | h |   |
| 8 | b8 – Czarny pionek · d8 – Czarny pionek · f8 – Czarny pionek · h8 – Czarny pionek · a7 – Czarny pionek · c7 – Czarny pionek · e7 – Czarny pionek · g7 – Czarny pionek · b2 – Biały pionek · d2 – Biały pionek · f2 – Biały pionek · h2 – Biały pionek · a1 – Biały pionek · c1 – Biały pionek · e1 – Biały pionek · g1 – Biały pionek | b8 – Czarny pionek · d8 – Czarny pionek · f8 – Czarny pionek · h8 – Czarny pionek · a7 – Czarny pionek · c7 – Czarny pionek · e7 – Czarny pionek · g7 – Czarny pionek · b2 – Biały pionek · d2 – Biały pionek · f2 – Biały pionek · h2 – Biały pionek · a1 – Biały pionek · c1 – Biały pionek · e1 – Biały pionek · g1 – Biały pionek | b8 – Czarny pionek · d8 – Czarny pionek · f8 – Czarny pionek · h8 – Czarny pionek · a7 – Czarny pionek · c7 – Czarny pionek · e7 – Czarny pionek · g7 – Czarny pionek · b2 – Biały pionek · d2 – Biały pionek · f2 – Biały pionek · h2 – Biały pionek · a1 – Biały pionek · c1 – Biały pionek · e1 – Biały pionek · g1 – Biały pionek | b8 – Czarny pionek · d8 – Czarny pionek · f8 – Czarny pionek · h8 – Czarny pionek · a7 – Czarny pionek · c7 – Czarny pionek · e7 – Czarny pionek · g7 – Czarny pionek · b2 – Biały pionek · d2 – Biały pionek · f2 – Biały pionek · h2 – Biały pionek · a1 – Biały pionek · c1 – Biały pionek · e1 – Biały pionek · g1 – Biały pionek | b8 – Czarny pionek · d8 – Czarny pionek · f8 – Czarny pionek · h8 – Czarny pionek · a7 – Czarny pionek · c7 – Czarny pionek · e7 – Czarny pionek · g7 – Czarny pionek · b2 – Biały pionek · d2 – Biały pionek · f2 – Biały pionek · h2 – Biały pionek · a1 – Biały pionek · c1 – Biały pionek · e1 – Biały pionek · g1 – Biały pionek | b8 – Czarny pionek · d8 – Czarny pionek · f8 – Czarny pionek · h8 – Czarny pionek · a7 – Czarny pionek · c7 – Czarny pionek · e7 – Czarny pionek · g7 – Czarny pionek · b2 – Biały pionek · d2 – Biały pionek · f2 – Biały pionek · h2 – Biały pionek · a1 – Biały pionek · c1 – Biały pionek · e1 – Biały pionek · g1 – Biały pionek | b8 – Czarny pionek · d8 – Czarny pionek · f8 – Czarny pionek · h8 – Czarny pionek · a7 – Czarny pionek · c7 – Czarny pionek · e7 – Czarny pionek · g7 – Czarny pionek · b2 – Biały pionek · d2 – Biały pionek · f2 – Biały pionek · h2 – Biały pionek · a1 – Biały pionek · c1 – Biały pionek · e1 – Biały pionek · g1 – Biały pionek | b8 – Czarny pionek · d8 – Czarny pionek · f8 – Czarny pionek · h8 – Czarny pionek · a7 – Czarny pionek · c7 – Czarny pionek · e7 – Czarny pionek · g7 – Czarny pionek · b2 – Biały pionek · d2 – Biały pionek · f2 – Biały pionek · h2 – Biały pionek · a1 – Biały pionek · c1 – Biały pionek · e1 – Biały pionek · g1 – Biały pionek | 8 |
| 7 | b8 – Czarny pionek · d8 – Czarny pionek · f8 – Czarny pionek · h8 – Czarny pionek · a7 – Czarny pionek · c7 – Czarny pionek · e7 – Czarny pionek · g7 – Czarny pionek · b2 – Biały pionek · d2 – Biały pionek · f2 – Biały pionek · h2 – Biały pionek · a1 – Biały pionek · c1 – Biały pionek · e1 – Biały pionek · g1 – Biały pionek | b8 – Czarny pionek · d8 – Czarny pionek · f8 – Czarny pionek · h8 – Czarny pionek · a7 – Czarny pionek · c7 – Czarny pionek · e7 – Czarny pionek · g7 – Czarny pionek · b2 – Biały pionek · d2 – Biały pionek · f2 – Biały pionek · h2 – Biały pionek · a1 – Biały pionek · c1 – Biały pionek · e1 – Biały pionek · g1 – Biały pionek | b8 – Czarny pionek · d8 – Czarny pionek · f8 – Czarny pionek · h8 – Czarny pionek · a7 – Czarny pionek · c7 – Czarny pionek · e7 – Czarny pionek · g7 – Czarny pionek · b2 – Biały pionek · d2 – Biały pionek · f2 – Biały pionek · h2 – Biały pionek · a1 – Biały pionek · c1 – Biały pionek · e1 – Biały pionek · g1 – Biały pionek | b8 – Czarny pionek · d8 – Czarny pionek · f8 – Czarny pionek · h8 – Czarny pionek · a7 – Czarny pionek · c7 – Czarny pionek · e7 – Czarny pionek · g7 – Czarny pionek · b2 – Biały pionek · d2 – Biały pionek · f2 – Biały pionek · h2 – Biały pionek · a1 – Biały pionek · c1 – Biały pionek · e1 – Biały pionek · g1 – Biały pionek | b8 – Czarny pionek · d8 – Czarny pionek · f8 – Czarny pionek · h8 – Czarny pionek · a7 – Czarny pionek · c7 – Czarny pionek · e7 – Czarny pionek · g7 – Czarny pionek · b2 – Biały pionek · d2 – Biały pionek · f2 – Biały pionek · h2 – Biały pionek · a1 – Biały pionek · c1 – Biały pionek · e1 – Biały pionek · g1 – Biały pionek | b8 – Czarny pionek · d8 – Czarny pionek · f8 – Czarny pionek · h8 – Czarny pionek · a7 – Czarny pionek · c7 – Czarny pionek · e7 – Czarny pionek · g7 – Czarny pionek · b2 – Biały pionek · d2 – Biały pionek · f2 – Biały pionek · h2 – Biały pionek · a1 – Biały pionek · c1 – Biały pionek · e1 – Biały pionek · g1 – Biały pionek | b8 – Czarny pionek · d8 – Czarny pionek · f8 – Czarny pionek · h8 – Czarny pionek · a7 – Czarny pionek · c7 – Czarny pionek · e7 – Czarny pionek · g7 – Czarny pionek · b2 – Biały pionek · d2 – Biały pionek · f2 – Biały pionek · h2 – Biały pionek · a1 – Biały pionek · c1 – Biały pionek · e1 – Biały pionek · g1 – Biały pionek | b8 – Czarny pionek · d8 – Czarny pionek · f8 – Czarny pionek · h8 – Czarny pionek · a7 – Czarny pionek · c7 – Czarny pionek · e7 – Czarny pionek · g7 – Czarny pionek · b2 – Biały pionek · d2 – Biały pionek · f2 – Biały pionek · h2 – Biały pionek · a1 – Biały pionek · c1 – Biały pionek · e1 – Biały pionek · g1 – Biały pionek | 7 |
| 6 | b8 – Czarny pionek · d8 – Czarny pionek · f8 – Czarny pionek · h8 – Czarny pionek · a7 – Czarny pionek · c7 – Czarny pionek · e7 – Czarny pionek · g7 – Czarny pionek · b2 – Biały pionek · d2 – Biały pionek · f2 – Biały pionek · h2 – Biały pionek · a1 – Biały pionek · c1 – Biały pionek · e1 – Biały pionek · g1 – Biały pionek | b8 – Czarny pionek · d8 – Czarny pionek · f8 – Czarny pionek · h8 – Czarny pionek · a7 – Czarny pionek · c7 – Czarny pionek · e7 – Czarny pionek · g7 – Czarny pionek · b2 – Biały pionek · d2 – Biały pionek · f2 – Biały pionek · h2 – Biały pionek · a1 – Biały pionek · c1 – Biały pionek · e1 – Biały pionek · g1 – Biały pionek | b8 – Czarny pionek · d8 – Czarny pionek · f8 – Czarny pionek · h8 – Czarny pionek · a7 – Czarny pionek · c7 – Czarny pionek · e7 – Czarny pionek · g7 – Czarny pionek · b2 – Biały pionek · d2 – Biały pionek · f2 – Biały pionek · h2 – Biały pionek · a1 – Biały pionek · c1 – Biały pionek · e1 – Biały pionek · g1 – Biały pionek | b8 – Czarny pionek · d8 – Czarny pionek · f8 – Czarny pionek · h8 – Czarny pionek · a7 – Czarny pionek · c7 – Czarny pionek · e7 – Czarny pionek · g7 – Czarny pionek · b2 – Biały pionek · d2 – Biały pionek · f2 – Biały pionek · h2 – Biały pionek · a1 – Biały pionek · c1 – Biały pionek · e1 – Biały pionek · g1 – Biały pionek | b8 – Czarny pionek · d8 – Czarny pionek · f8 – Czarny pionek · h8 – Czarny pionek · a7 – Czarny pionek · c7 – Czarny pionek · e7 – Czarny pionek · g7 – Czarny pionek · b2 – Biały pionek · d2 – Biały pionek · f2 – Biały pionek · h2 – Biały pionek · a1 – Biały pionek · c1 – Biały pionek · e1 – Biały pionek · g1 – Biały pionek | b8 – Czarny pionek · d8 – Czarny pionek · f8 – Czarny pionek · h8 – Czarny pionek · a7 – Czarny pionek · c7 – Czarny pionek · e7 – Czarny pionek · g7 – Czarny pionek · b2 – Biały pionek · d2 – Biały pionek · f2 – Biały pionek · h2 – Biały pionek · a1 – Biały pionek · c1 – Biały pionek · e1 – Biały pionek · g1 – Biały pionek | b8 – Czarny pionek · d8 – Czarny pionek · f8 – Czarny pionek · h8 – Czarny pionek · a7 – Czarny pionek · c7 – Czarny pionek · e7 – Czarny pionek · g7 – Czarny pionek · b2 – Biały pionek · d2 – Biały pionek · f2 – Biały pionek · h2 – Biały pionek · a1 – Biały pionek · c1 – Biały pionek · e1 – Biały pionek · g1 – Biały pionek | b8 – Czarny pionek · d8 – Czarny pionek · f8 – Czarny pionek · h8 – Czarny pionek · a7 – Czarny pionek · c7 – Czarny pionek · e7 – Czarny pionek · g7 – Czarny pionek · b2 – Biały pionek · d2 – Biały pionek · f2 – Biały pionek · h2 – Biały pionek · a1 – Biały pionek · c1 – Biały pionek · e1 – Biały pionek · g1 – Biały pionek | 6 |
| 5 | b8 – Czarny pionek · d8 – Czarny pionek · f8 – Czarny pionek · h8 – Czarny pionek · a7 – Czarny pionek · c7 – Czarny pionek · e7 – Czarny pionek · g7 – Czarny pionek · b2 – Biały pionek · d2 – Biały pionek · f2 – Biały pionek · h2 – Biały pionek · a1 – Biały pionek · c1 – Biały pionek · e1 – Biały pionek · g1 – Biały pionek | b8 – Czarny pionek · d8 – Czarny pionek · f8 – Czarny pionek · h8 – Czarny pionek · a7 – Czarny pionek · c7 – Czarny pionek · e7 – Czarny pionek · g7 – Czarny pionek · b2 – Biały pionek · d2 – Biały pionek · f2 – Biały pionek · h2 – Biały pionek · a1 – Biały pionek · c1 – Biały pionek · e1 – Biały pionek · g1 – Biały pionek | b8 – Czarny pionek · d8 – Czarny pionek · f8 – Czarny pionek · h8 – Czarny pionek · a7 – Czarny pionek · c7 – Czarny pionek · e7 – Czarny pionek · g7 – Czarny pionek · b2 – Biały pionek · d2 – Biały pionek · f2 – Biały pionek · h2 – Biały pionek · a1 – Biały pionek · c1 – Biały pionek · e1 – Biały pionek · g1 – Biały pionek | b8 – Czarny pionek · d8 – Czarny pionek · f8 – Czarny pionek · h8 – Czarny pionek · a7 – Czarny pionek · c7 – Czarny pionek · e7 – Czarny pionek · g7 – Czarny pionek · b2 – Biały pionek · d2 – Biały pionek · f2 – Biały pionek · h2 – Biały pionek · a1 – Biały pionek · c1 – Biały pionek · e1 – Biały pionek · g1 – Biały pionek | b8 – Czarny pionek · d8 – Czarny pionek · f8 – Czarny pionek · h8 – Czarny pionek · a7 – Czarny pionek · c7 – Czarny pionek · e7 – Czarny pionek · g7 – Czarny pionek · b2 – Biały pionek · d2 – Biały pionek · f2 – Biały pionek · h2 – Biały pionek · a1 – Biały pionek · c1 – Biały pionek · e1 – Biały pionek · g1 – Biały pionek | b8 – Czarny pionek · d8 – Czarny pionek · f8 – Czarny pionek · h8 – Czarny pionek · a7 – Czarny pionek · c7 – Czarny pionek · e7 – Czarny pionek · g7 – Czarny pionek · b2 – Biały pionek · d2 – Biały pionek · f2 – Biały pionek · h2 – Biały pionek · a1 – Biały pionek · c1 – Biały pionek · e1 – Biały pionek · g1 – Biały pionek | b8 – Czarny pionek · d8 – Czarny pionek · f8 – Czarny pionek · h8 – Czarny pionek · a7 – Czarny pionek · c7 – Czarny pionek · e7 – Czarny pionek · g7 – Czarny pionek · b2 – Biały pionek · d2 – Biały pionek · f2 – Biały pionek · h2 – Biały pionek · a1 – Biały pionek · c1 – Biały pionek · e1 – Biały pionek · g1 – Biały pionek | b8 – Czarny pionek · d8 – Czarny pionek · f8 – Czarny pionek · h8 – Czarny pionek · a7 – Czarny pionek · c7 – Czarny pionek · e7 – Czarny pionek · g7 – Czarny pionek · b2 – Biały pionek · d2 – Biały pionek · f2 – Biały pionek · h2 – Biały pionek · a1 – Biały pionek · c1 – Biały pionek · e1 – Biały pionek · g1 – Biały pionek | 5 |
| 4 | b8 – Czarny pionek · d8 – Czarny pionek · f8 – Czarny pionek · h8 – Czarny pionek · a7 – Czarny pionek · c7 – Czarny pionek · e7 – Czarny pionek · g7 – Czarny pionek · b2 – Biały pionek · d2 – Biały pionek · f2 – Biały pionek · h2 – Biały pionek · a1 – Biały pionek · c1 – Biały pionek · e1 – Biały pionek · g1 – Biały pionek | b8 – Czarny pionek · d8 – Czarny pionek · f8 – Czarny pionek · h8 – Czarny pionek · a7 – Czarny pionek · c7 – Czarny pionek · e7 – Czarny pionek · g7 – Czarny pionek · b2 – Biały pionek · d2 – Biały pionek · f2 – Biały pionek · h2 – Biały pionek · a1 – Biały pionek · c1 – Biały pionek · e1 – Biały pionek · g1 – Biały pionek | b8 – Czarny pionek · d8 – Czarny pionek · f8 – Czarny pionek · h8 – Czarny pionek · a7 – Czarny pionek · c7 – Czarny pionek · e7 – Czarny pionek · g7 – Czarny pionek · b2 – Biały pionek · d2 – Biały pionek · f2 – Biały pionek · h2 – Biały pionek · a1 – Biały pionek · c1 – Biały pionek · e1 – Biały pionek · g1 – Biały pionek | b8 – Czarny pionek · d8 – Czarny pionek · f8 – Czarny pionek · h8 – Czarny pionek · a7 – Czarny pionek · c7 – Czarny pionek · e7 – Czarny pionek · g7 – Czarny pionek · b2 – Biały pionek · d2 – Biały pionek · f2 – Biały pionek · h2 – Biały pionek · a1 – Biały pionek · c1 – Biały pionek · e1 – Biały pionek · g1 – Biały pionek | b8 – Czarny pionek · d8 – Czarny pionek · f8 – Czarny pionek · h8 – Czarny pionek · a7 – Czarny pionek · c7 – Czarny pionek · e7 – Czarny pionek · g7 – Czarny pionek · b2 – Biały pionek · d2 – Biały pionek · f2 – Biały pionek · h2 – Biały pionek · a1 – Biały pionek · c1 – Biały pionek · e1 – Biały pionek · g1 – Biały pionek | b8 – Czarny pionek · d8 – Czarny pionek · f8 – Czarny pionek · h8 – Czarny pionek · a7 – Czarny pionek · c7 – Czarny pionek · e7 – Czarny pionek · g7 – Czarny pionek · b2 – Biały pionek · d2 – Biały pionek · f2 – Biały pionek · h2 – Biały pionek · a1 – Biały pionek · c1 – Biały pionek · e1 – Biały pionek · g1 – Biały pionek | b8 – Czarny pionek · d8 – Czarny pionek · f8 – Czarny pionek · h8 – Czarny pionek · a7 – Czarny pionek · c7 – Czarny pionek · e7 – Czarny pionek · g7 – Czarny pionek · b2 – Biały pionek · d2 – Biały pionek · f2 – Biały pionek · h2 – Biały pionek · a1 – Biały pionek · c1 – Biały pionek · e1 – Biały pionek · g1 – Biały pionek | b8 – Czarny pionek · d8 – Czarny pionek · f8 – Czarny pionek · h8 – Czarny pionek · a7 – Czarny pionek · c7 – Czarny pionek · e7 – Czarny pionek · g7 – Czarny pionek · b2 – Biały pionek · d2 – Biały pionek · f2 – Biały pionek · h2 – Biały pionek · a1 – Biały pionek · c1 – Biały pionek · e1 – Biały pionek · g1 – Biały pionek | 4 |
| 3 | b8 – Czarny pionek · d8 – Czarny pionek · f8 – Czarny pionek · h8 – Czarny pionek · a7 – Czarny pionek · c7 – Czarny pionek · e7 – Czarny pionek · g7 – Czarny pionek · b2 – Biały pionek · d2 – Biały pionek · f2 – Biały pionek · h2 – Biały pionek · a1 – Biały pionek · c1 – Biały pionek · e1 – Biały pionek · g1 – Biały pionek | b8 – Czarny pionek · d8 – Czarny pionek · f8 – Czarny pionek · h8 – Czarny pionek · a7 – Czarny pionek · c7 – Czarny pionek · e7 – Czarny pionek · g7 – Czarny pionek · b2 – Biały pionek · d2 – Biały pionek · f2 – Biały pionek · h2 – Biały pionek · a1 – Biały pionek · c1 – Biały pionek · e1 – Biały pionek · g1 – Biały pionek | b8 – Czarny pionek · d8 – Czarny pionek · f8 – Czarny pionek · h8 – Czarny pionek · a7 – Czarny pionek · c7 – Czarny pionek · e7 – Czarny pionek · g7 – Czarny pionek · b2 – Biały pionek · d2 – Biały pionek · f2 – Biały pionek · h2 – Biały pionek · a1 – Biały pionek · c1 – Biały pionek · e1 – Biały pionek · g1 – Biały pionek | b8 – Czarny pionek · d8 – Czarny pionek · f8 – Czarny pionek · h8 – Czarny pionek · a7 – Czarny pionek · c7 – Czarny pionek · e7 – Czarny pionek · g7 – Czarny pionek · b2 – Biały pionek · d2 – Biały pionek · f2 – Biały pionek · h2 – Biały pionek · a1 – Biały pionek · c1 – Biały pionek · e1 – Biały pionek · g1 – Biały pionek | b8 – Czarny pionek · d8 – Czarny pionek · f8 – Czarny pionek · h8 – Czarny pionek · a7 – Czarny pionek · c7 – Czarny pionek · e7 – Czarny pionek · g7 – Czarny pionek · b2 – Biały pionek · d2 – Biały pionek · f2 – Biały pionek · h2 – Biały pionek · a1 – Biały pionek · c1 – Biały pionek · e1 – Biały pionek · g1 – Biały pionek | b8 – Czarny pionek · d8 – Czarny pionek · f8 – Czarny pionek · h8 – Czarny pionek · a7 – Czarny pionek · c7 – Czarny pionek · e7 – Czarny pionek · g7 – Czarny pionek · b2 – Biały pionek · d2 – Biały pionek · f2 – Biały pionek · h2 – Biały pionek · a1 – Biały pionek · c1 – Biały pionek · e1 – Biały pionek · g1 – Biały pionek | b8 – Czarny pionek · d8 – Czarny pionek · f8 – Czarny pionek · h8 – Czarny pionek · a7 – Czarny pionek · c7 – Czarny pionek · e7 – Czarny pionek · g7 – Czarny pionek · b2 – Biały pionek · d2 – Biały pionek · f2 – Biały pionek · h2 – Biały pionek · a1 – Biały pionek · c1 – Biały pionek · e1 – Biały pionek · g1 – Biały pionek | b8 – Czarny pionek · d8 – Czarny pionek · f8 – Czarny pionek · h8 – Czarny pionek · a7 – Czarny pionek · c7 – Czarny pionek · e7 – Czarny pionek · g7 – Czarny pionek · b2 – Biały pionek · d2 – Biały pionek · f2 – Biały pionek · h2 – Biały pionek · a1 – Biały pionek · c1 – Biały pionek · e1 – Biały pionek · g1 – Biały pionek | 3 |
| 2 | b8 – Czarny pionek · d8 – Czarny pionek · f8 – Czarny pionek · h8 – Czarny pionek · a7 – Czarny pionek · c7 – Czarny pionek · e7 – Czarny pionek · g7 – Czarny pionek · b2 – Biały pionek · d2 – Biały pionek · f2 – Biały pionek · h2 – Biały pionek · a1 – Biały pionek · c1 – Biały pionek · e1 – Biały pionek · g1 – Biały pionek | b8 – Czarny pionek · d8 – Czarny pionek · f8 – Czarny pionek · h8 – Czarny pionek · a7 – Czarny pionek · c7 – Czarny pionek · e7 – Czarny pionek · g7 – Czarny pionek · b2 – Biały pionek · d2 – Biały pionek · f2 – Biały pionek · h2 – Biały pionek · a1 – Biały pionek · c1 – Biały pionek · e1 – Biały pionek · g1 – Biały pionek | b8 – Czarny pionek · d8 – Czarny pionek · f8 – Czarny pionek · h8 – Czarny pionek · a7 – Czarny pionek · c7 – Czarny pionek · e7 – Czarny pionek · g7 – Czarny pionek · b2 – Biały pionek · d2 – Biały pionek · f2 – Biały pionek · h2 – Biały pionek · a1 – Biały pionek · c1 – Biały pionek · e1 – Biały pionek · g1 – Biały pionek | b8 – Czarny pionek · d8 – Czarny pionek · f8 – Czarny pionek · h8 – Czarny pionek · a7 – Czarny pionek · c7 – Czarny pionek · e7 – Czarny pionek · g7 – Czarny pionek · b2 – Biały pionek · d2 – Biały pionek · f2 – Biały pionek · h2 – Biały pionek · a1 – Biały pionek · c1 – Biały pionek · e1 – Biały pionek · g1 – Biały pionek | b8 – Czarny pionek · d8 – Czarny pionek · f8 – Czarny pionek · h8 – Czarny pionek · a7 – Czarny pionek · c7 – Czarny pionek · e7 – Czarny pionek · g7 – Czarny pionek · b2 – Biały pionek · d2 – Biały pionek · f2 – Biały pionek · h2 – Biały pionek · a1 – Biały pionek · c1 – Biały pionek · e1 – Biały pionek · g1 – Biały pionek | b8 – Czarny pionek · d8 – Czarny pionek · f8 – Czarny pionek · h8 – Czarny pionek · a7 – Czarny pionek · c7 – Czarny pionek · e7 – Czarny pionek · g7 – Czarny pionek · b2 – Biały pionek · d2 – Biały pionek · f2 – Biały pionek · h2 – Biały pionek · a1 – Biały pionek · c1 – Biały pionek · e1 – Biały pionek · g1 – Biały pionek | b8 – Czarny pionek · d8 – Czarny pionek · f8 – Czarny pionek · h8 – Czarny pionek · a7 – Czarny pionek · c7 – Czarny pionek · e7 – Czarny pionek · g7 – Czarny pionek · b2 – Biały pionek · d2 – Biały pionek · f2 – Biały pionek · h2 – Biały pionek · a1 – Biały pionek · c1 – Biały pionek · e1 – Biały pionek · g1 – Biały pionek | b8 – Czarny pionek · d8 – Czarny pionek · f8 – Czarny pionek · h8 – Czarny pionek · a7 – Czarny pionek · c7 – Czarny pionek · e7 – Czarny pionek · g7 – Czarny pionek · b2 – Biały pionek · d2 – Biały pionek · f2 – Biały pionek · h2 – Biały pionek · a1 – Biały pionek · c1 – Biały pionek · e1 – Biały pionek · g1 – Biały pionek | 2 |
| 1 | b8 – Czarny pionek · d8 – Czarny pionek · f8 – Czarny pionek · h8 – Czarny pionek · a7 – Czarny pionek · c7 – Czarny pionek · e7 – Czarny pionek · g7 – Czarny pionek · b2 – Biały pionek · d2 – Biały pionek · f2 – Biały pionek · h2 – Biały pionek · a1 – Biały pionek · c1 – Biały pionek · e1 – Biały pionek · g1 – Biały pionek | b8 – Czarny pionek · d8 – Czarny pionek · f8 – Czarny pionek · h8 – Czarny pionek · a7 – Czarny pionek · c7 – Czarny pionek · e7 – Czarny pionek · g7 – Czarny pionek · b2 – Biały pionek · d2 – Biały pionek · f2 – Biały pionek · h2 – Biały pionek · a1 – Biały pionek · c1 – Biały pionek · e1 – Biały pionek · g1 – Biały pionek | b8 – Czarny pionek · d8 – Czarny pionek · f8 – Czarny pionek · h8 – Czarny pionek · a7 – Czarny pionek · c7 – Czarny pionek · e7 – Czarny pionek · g7 – Czarny pionek · b2 – Biały pionek · d2 – Biały pionek · f2 – Biały pionek · h2 – Biały pionek · a1 – Biały pionek · c1 – Biały pionek · e1 – Biały pionek · g1 – Biały pionek | b8 – Czarny pionek · d8 – Czarny pionek · f8 – Czarny pionek · h8 – Czarny pionek · a7 – Czarny pionek · c7 – Czarny pionek · e7 – Czarny pionek · g7 – Czarny pionek · b2 – Biały pionek · d2 – Biały pionek · f2 – Biały pionek · h2 – Biały pionek · a1 – Biały pionek · c1 – Biały pionek · e1 – Biały pionek · g1 – Biały pionek | b8 – Czarny pionek · d8 – Czarny pionek · f8 – Czarny pionek · h8 – Czarny pionek · a7 – Czarny pionek · c7 – Czarny pionek · e7 – Czarny pionek · g7 – Czarny pionek · b2 – Biały pionek · d2 – Biały pionek · f2 – Biały pionek · h2 – Biały pionek · a1 – Biały pionek · c1 – Biały pionek · e1 – Biały pionek · g1 – Biały pionek | b8 – Czarny pionek · d8 – Czarny pionek · f8 – Czarny pionek · h8 – Czarny pionek · a7 – Czarny pionek · c7 – Czarny pionek · e7 – Czarny pionek · g7 – Czarny pionek · b2 – Biały pionek · d2 – Biały pionek · f2 – Biały pionek · h2 – Biały pionek · a1 – Biały pionek · c1 – Biały pionek · e1 – Biały pionek · g1 – Biały pionek | b8 – Czarny pionek · d8 – Czarny pionek · f8 – Czarny pionek · h8 – Czarny pionek · a7 – Czarny pionek · c7 – Czarny pionek · e7 – Czarny pionek · g7 – Czarny pionek · b2 – Biały pionek · d2 – Biały pionek · f2 – Biały pionek · h2 – Biały pionek · a1 – Biały pionek · c1 – Biały pionek · e1 – Biały pionek · g1 – Biały pionek | b8 – Czarny pionek · d8 – Czarny pionek · f8 – Czarny pionek · h8 – Czarny pionek · a7 – Czarny pionek · c7 – Czarny pionek · e7 – Czarny pionek · g7 – Czarny pionek · b2 – Biały pionek · d2 – Biały pionek · f2 – Biały pionek · h2 – Biały pionek · a1 – Biały pionek · c1 – Biały pionek · e1 – Biały pionek · g1 – Biały pionek | 1 |
|   | a | b | c | d | e | f | g | h |   |

Warcaby dwuliniowe – odmiana warcabów, której nazwa wywodzi się od liczby linii zapełnionych przez pionki jednego gracza na początku rozgrywki.

## Zasady gry
Gra rozgrywana jest na ciemnych polach planszy o rozmiarze 8 × 8 pól.
Każdy gracz rozpoczyna grę z ośmioma pionkami swojego koloru:
- pierwszy gra białymi (jaśniejszymi)
- drugi gra czarnymi (ciemniejszymi)

Planszę umieszcza się tak, by grający białymi pionkami w lewym dolnym rogu widział ciemne pole. Pionki ustawione są na ciemniejszych polach w ten sposób, że cztery środkowe rzędy planszy są wolne.
Jako pierwszy ruch wykonuje grający pionkami białymi, po czym gracze wykonują na zmianę kolejne ruchy. Celem gry jest zbicie wszystkich pionków przeciwnika lub uniemożliwienie wykonania ruchu przez przeciwnika (brak wolnych pól do ruchu).
Pionki mogą poruszać się o jedno pole do przodu po przekątnej (na ukos) na wolne pola. Królówka (damka) może poruszać się po przekątnej przez dowolną liczbę pól.
Bicie pionkiem następuje przez przeskoczenie sąsiedniego pionka lub królówki (damki) przeciwnika na pole znajdujące się tuż za nim po przekątnej (pole to musi być wolne). Zbite pionki są usuwane z planszy od razu po zbiciu. Pionki mogą bić tylko do przodu. Bicie królówką (damką) następuje podobnie do gońca szachowego lecz po biciu może przemieścić się na dowolne pole leżące za bitym pionkiem (po przekątnej). Królówka (damka) może bić kilka pionków/królówek (damek) w jednym ruchu według poniższej zasady.
W jednym ruchu wolno wykonać więcej niż jeden skok tym samym pionkiem, przeskakując przez kolejne pionki/królówki (damki) przeciwnika, także do tyłu w kolejnych biciach pionkiem. Pionek, który dojdzie do ostatniego rzędu planszy, staje się królówką (damką). Kiedy pionek staje się damką, kolej ruchu przypada dla przeciwnika.
Bicia są obowiązkowe. Kiedy istnieje kilka możliwych bić (w różnych miejscach planszy), gracz musi wykonać jedno z nich. Jeśli gracz nie zauważy swojej możliwości bicia, pionek który mógł je wykonać jest usuwany z planszy jeśli przeciwnik zauważy ten fakt na samym początku swojego ruchu (max. 5 sekund)
Podczas bicia nie można przeskakiwać więcej niż jeden raz przez tę samą bierkę. Jeśli gracz nie jest zdolny do wykonania ruchu (ma zablokowane wszystkie pionki), przegrywa.
1 zasada opcjonalna (zalecana do przyśpieszenia gry): Jeśli gracz posiada pionek i królówkę/i (damkę/i) to nie może wykonać więcej niż 5 ruchów z rzędu królówkami (damkami).
2 zasada opcjonalna (zalecana do przyśpieszenia gry): Jeśli na planszy pozostały już tylko królówki (damki) obu graczy, wygrywa ten który posiada ich więcej.

## Notacja
Notacja wykonywana jest przez zapis pola początkowego (np. C1) oraz:
- w przypadku ruchu: pole początkowe, a po przecinku pole końcowe np. C1, B2
- w przypadku bicia pojedynczego: pole początkowe, gwiazdka, pole za zbitym pionkiem (końcowe) np. C3*E5
- w przypadku bicia wielokrotnego: pole początkowe, gwiazdka, pole za pierwszym zbitym pionkiem, gwiazdka, pole za drugim itd. np. C3*E5*G3
- w przypadku awansu na królówkę (damkę) do pola dopisujemy "!" np. C1!